# تپه ملا خیراله
تپه ملا خیراله مربوط به دوره اشکانیان - دوره ساسانیان است و در شهرستان سرپل ذهاب، بخش مرکزی، دهستان بشیوه پاتاق، ۲۰۰ متری جنوب غرب روستای جلالوند علیا واقع شده و این اثر در تاریخ ۲۷ اسفند ۱۳۸۷ با شمارهٔ ثبت ۲۶۴۴۱ به‌عنوان یکی از آثار ملی ایران به ثبت رسیده است.